# جيم هنري (سياسي)
جيم هنري (بالإنجليزية: Jim Henry)‏ هو سياسي أمريكي، ولد في 22 فبراير 1945. حزبياً، نشط في الحزب الجمهوري. وقد انتخب عضو مجلس نواب تينيسي.